# Shicong (köpinghuvudort i Kina, Zhejiang Sheng, lat 30,72, long 120,26)
Shicong är en köpinghuvudort i Kina. Den ligger i provinsen Zhejiang, i den östra delen av landet, omkring 53 kilometer norr om provinshuvudstaden Hangzhou. Antalet invånare är 13 613. Befolkningen består av 6 948 kvinnor och 6 665 män. Barn under 15 år utgör 9,0 %, vuxna 15-64 år 73 %, och äldre över 65 år 17,0 %.
Runt Shicong är det mycket tätbefolkat, med 1 056 invånare per kvadratkilometer. Närmaste större samhälle är Shuanglin, 8,1 km nordost om Shicong. Trakten runt Shicong består till största delen av jordbruksmark.
Genomsnittlig årsnederbörd är 1 675 millimeter. Den regnigaste månaden är juni, med i genomsnitt 253 mm nederbörd, och den torraste är november, med 62 mm nederbörd.